# Dois Portos e Runa
Dois Portos e Runa (llamada oficialmente União das Freguesias de Dois Portos e Runa) es una freguesia portuguesa del municipio de Torres Vedras, distrito de Lisboa.

## Historia
Fue creada el 28 de enero de 2013 en aplicación de una resolución de la Asamblea de la República de Portugal promulgada el 16 de enero de 2013 con la unión de las freguesias de Dois Portos y Runa, pasando su sede a estar situada en la antigua freguesia de Runa.

## Demografía
| Gráfica de evolución demográfica de Dois Portos e Runa entre 2011 y 2021 |
|                                                                          |
| Datos según el nomenclátor publicado por el INE portugués.               |